# Heinz Sagner

Label von Heinz Sagners Single Sie war nicht älter als 18 Jahr’

Heinz Sagner (* 1. Februar 1933 in Reichenberg, Tschechoslowakische Republik; † 3. oder 4. November 2006 in München) war ein deutscher Schlagersänger der 1950er- und 1960er-Jahre.

## Leben
Sagner wurde im sudetischen Reichenberg geboren; seine Familie floh mit ihm nach dem Zweiten Weltkrieg nach Bayern. Als Sohn eines Apothekers studierte er in Würzburg Pharmazie; das Studium schloss er 1958 ab. Dort wurde er Mitglied der Universitätssängerschaft Barden zu Würzburg. Nebenher sang er und gewann 1956 einen Nachwuchswettbewerb. Als Sänger war er nun beim Münchener Plattenlabel Starlet tätig, wobei er darin „mehr ein Hobby als eine Hauptbeschäftigung“ sah. Für das Label produzierte er Coverversionen der Lieder von Freddy, Gerhard Wendland und anderen. Viele seiner Aufnahmen wurden unter Pseudonymen (darunter: Nico Busch, Thomas Heger, Bernd Rosen, Bernd Barner, Ludwig Deinert) auf anderen Billiglabels veröffentlicht. Darüber hinaus wurden Aufnahmen, die er gemeinsam mit zwei Sängern des Trios Die Isarspatzen produziert hatte, unter dem Namen Sagner Trio veröffentlicht. 1960 nahm ihn Polydor unter Vertrag. Seine Single Das alte Märchen – ein Cover des Songs The Old Lamplighter von The Browns – brachte ihm Schlagzeilen ein, konnte sich jedoch trotz starker Bewerbung nicht in der Hitparade platzieren.
Sagner wurde in diesem Jahr gemeinsam mit Hannelore Auer, Inge Brandenburg, Frank Forster und Udo Jürgens in das Gesangsteam für das Songfestival von Knokke im Juli berufen. Er sang in dem Badeort an der belgischen Küste die beiden Titel Sie war nicht älter als 18 Jahr’ und On the Street Where You Live. Mit dem Sieg des deutschen Teams erreichte er seinen größten Erfolg als Sänger. Seine Aufnahme von Sie war nicht älter als 18 Jahr’ ist im Film Schlagerparade 1961 zu hören. Im Februar 1961 nahm er auch am ebenfalls Schlagerparade genannten deutschen Vorentscheid zum Grand Prix Eurovision de la Chanson teil. Mit dem Lied Jeder Tag voll Sonnenschein belegte er Platz sechs.
Sagners Vertrag bei Polydor endete nach acht Singles und er wandte sich 1962 wieder ganz der Pharmazie zu; seinen Beruf als Apotheker hatte er auch während der Sangeskarriere nicht aufgegeben. Er betrieb zunächst eine Apotheke in Nürnberg, von 1967 bis 1996 eine in Geretsried. Nebenher war er Schlagzeuger und Sänger der Midlife Jazzband, die auch eine CD aufgenommen hat. In dieser Band machte sein Sohn Florian erste Schritte als Trompeter; Florian Sagner betreibt heute ein Aufnahmestudio in Geretsried.